# Gõ kiến vàng nhỏ
Dinopium javanense là một loài chim trong họ Picidae. Loài này được tìm thấy từ Nam Á đến Đông Nam Á.

## Hình ảnh

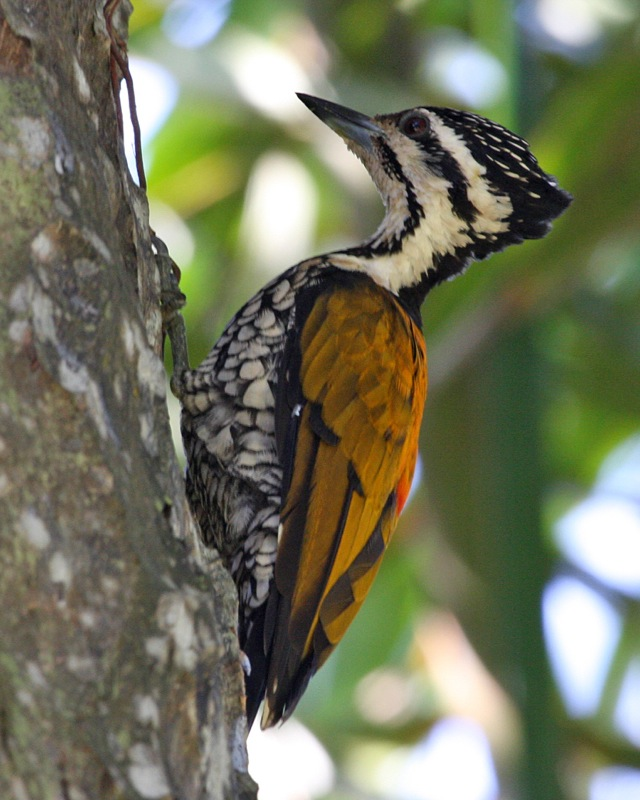
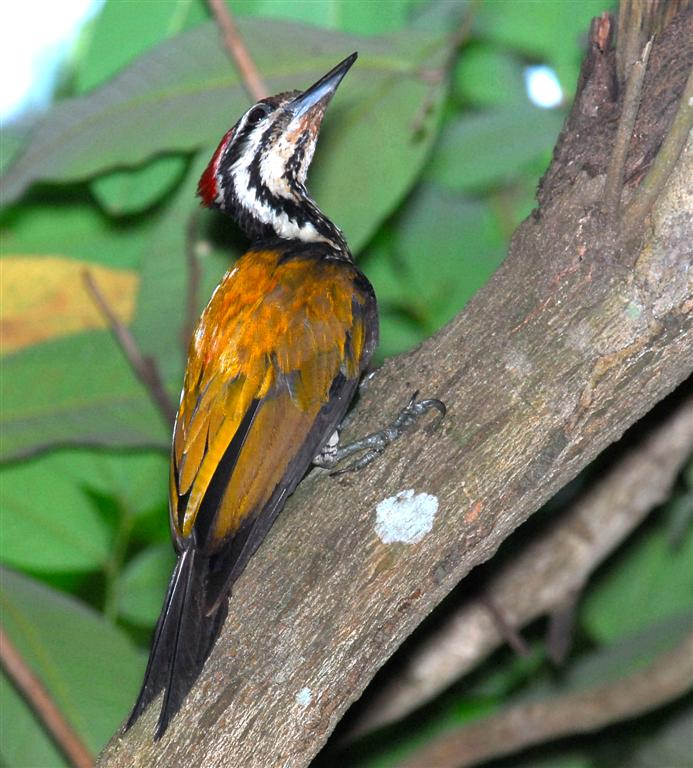
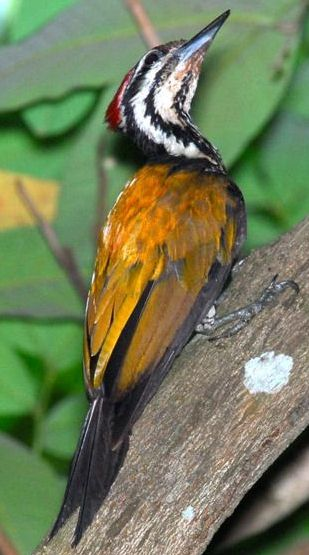